# گیوم دو لوری
گیوم دو لوری(به فرانسوی: Guillaume de Lorris) شاعر قرن سیزدهم میلادی اهل فرانسه است. از نحوه زندگی او تقریباً چیزی در دسترس نیست. وی که از طرف کنت دو پواتیه محافظت می‌شد نویسنده قسمت نخست رمان معروف رمان رز(به فرانسوی: Roman de la rose) است.وی که ۴۰۰۰ بیت این رمان منظوم را نوشته بود آنرا نیمه کاره رها کرد. این اثر را پس از چهل سال ژان دو مون(به فرانسوی: Jean de Meun) به پایان رسانید.

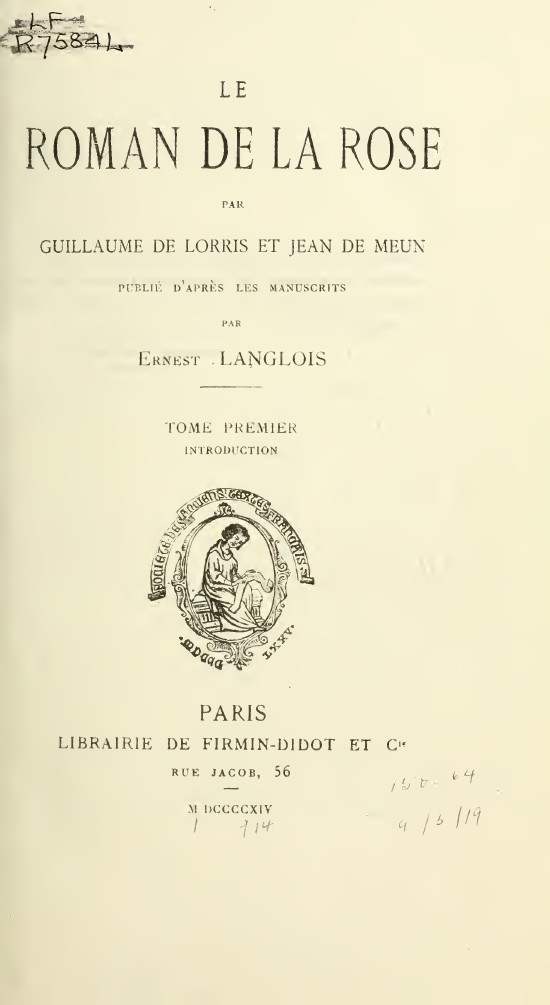
Roman de la Rose (ed. 1914)